# NGC 1396
NGC 1396 ist eine elliptische Zwerggalaxie vom Hubble-Typ E/SB0 im Sternbild Fornax am Südsternhimmel. Sie ist schätzungsweise 31 Millionen Lichtjahre von der Milchstraße entfernt und hat einen Durchmesser von etwa 5.000 Lichtjahren. Die Entfernungsmessungen basierend auf den Radialgeschwindigkeiten stimmen nicht mit den rotverschiebungsunabhängigen Entfernungsschätzungen von 62 ± 4 Millionen Lichtjahren überein. Unter der Katalogbezeichnung FCC 202 ist sie als Mitglied des Fornax-Galaxienhaufens gelistet.

Im selben Himmelsareal befinden sich u. a. die Galaxien NGC 1382, NGC 1387, NGC 1399, NGC 1404.
Das Objekt wurde wahrscheinlich am 19. Januar 1865 von Johann Friedrich Julius Schmidt entdeckt.